# Hörbuchmanufaktur Berlin
Hörbuchmanufaktur Berlin ist ein deutscher Hörbuchverlag mit Sitz in Berlin.

## Geschichte
Die Hörbuchmanufaktur Berlin wird durch DieHöragenten GmbH betrieben, vertreten durch Ines Zimzinski. Das Aufnahmestudio befindet sich in der Knobelsdorffstraße 74, 14059 Berlin. Die Berliner Zeitung berichtete 2019 über die neue Vertriebsidee der Inhaberin, Hörbücher an Ticketautomaten der Berliner Verkehrsbetriebe erwerben zu können.

## Programm
Das Verlagsprogramm umfasst vor allem Belletristik, Fantasy, Science-Fiction, Krimi, Thriller und Liebesromane. Das Unternehmen eröffnet auch Selfpublishern die Gelegenheit eigene Hörbücher in den Online-Shops zu platzieren. Es werden auch interaktive Hörbücher und Hörspiele produziert.

## Hörbücher (Auswahl)
- 2016: Der zehnte Heilige. Autorin Daphne Nikolopoulos, Sprecher Lisa Boos, Patrick Giese und Mike Götze
- 2017: Die Geheimnisse der Âlaburg. Band 1, Autor Greg Walters, Sprecher Marco Sven Reinbold
- 2019: Rubel, Rotlicht und Raketenwerfer. Privatdetektiv Sven Rübels erster Fall. Autor Bernd Hesse, Sprecher Roman Shamov
- 2019: 10 Seconds of Love. Autorin C. R. Scott, Sprecher Michaela Gaertner, Fabian Kluckert
- 2020: Nach uns die Pinguine. Ein Weltuntergangskrimi. Autor Hannes Stein, Sprecher Roman Shamov
- 2020: Nacht im März. Autor Timo Leibig, Sprecherin Lisa Boos
- 2020: Der Gemüseflüsterer von Mainhattan. Detektiv Jürgen McBride. Autor Leo Heller, Sprecher Roman Shamov

- 2021: Ruf der Rusalka, Die Fälle des Lewis van Allington. Band 1, Autor Stephan R. Bellem, Sprecher Roman Shamov
- 2022: Knochenjob! Autorin Sarah Adler, Sprecher Roman Shamov
- 2023: Neongrau. Autorenperson (nichtbinär) Aiki Mira, Sprecherin Esther Brandt